# Ernemont-sur-Buchy
 Ernemont-sur-Buchy  es una población y comuna francesa, en la región de Alta Normandía, departamento de Sena Marítimo, en el distrito de Rouen y cantón de Buchy.

## Demografía
| 147 | 121 | 116 | 177 | 184 | 187 |
| Para los censos de 1962 a 1999 la población legal corresponde a la población sin duplicidades (Fuente: INSEE [Consultar]) |     |     |     |     |     |